# Doroixenko
Doroixenko - Дорошенко (rus) - és un khútor, un poble, de la República d'Adiguèsia, a Rússia. Es troba a la vora dreta del riu Ulka, a 7 km a l'est de Khakurinokhabl i a 44 km al nord de Maikop, la capital de la república.
Pertany al municipi de Zariovo.